# Herrania laciniifolia
Herrania laciniifolia är en malvaväxtart som beskrevs av Justin Goudot, José Jéronimo Triana och Planch.. Herrania laciniifolia ingår i släktet Herrania och familjen malvaväxter. Inga underarter finns listade i Catalogue of Life.